# Ruggero I di Kleve
Ruggero I, in tedesco Rutger I. (Kleve), (fine secolo X – dopo il 1050) fu conte di Kleve dal 1020 circa fino alla sua morte.

## Origine
Di Ruggero non si conoscono gli ascendenti; gli Annales Rodenses lo presentano come nobile, famoso e potente, assieme al fratello, Gerardo (in Flandriensi provintia duo nobiles germani fratres aput saeculum praeclari et potens, alter Gerardus et alter vocabatur Rutgerus).

## Biografia
Di Ruggero si hanno poche notizie: lo troviamo citato solamente all'inizio degli Annales Rodenses, in cui viene ricordato, senza precisare l'anno, che l'Imperatore del Sacro Romano Impero (obsequio Romani imperatoris) affidò a suo fratello, Gerardo la signoria di Wassenberg e a Ruggero, la signoria di Cleves (locavit Gerardum aput Wasenberch et Rutgerum aput Clive), precisando inoltre che ottennero parecchi benefici e che i loro posteri divennero signori di quelle regioni.
Non si conosce l'anno esatto della morte di Ruggero, che avvenne dopo il 1050

## Matrimonio e discendenza
Secondo il volume I.2, capitolo 201 delle Europäische Stammtafeln (non consultato), Ruggero aveva sposato Wazela di Lotaringia, figlia illegittima del conte palatino di Lotaringia della dinastia degli Azzoni, Azzo di Lotaringia.

Della discendenza che Ruggero ebbe dalla moglie, Wazela non vi sono informazioni